# Мохсоголлох
Мохсоголлох — селище міського типу в Хангалаському улусі (районі) Республіки Саха (Якутія).
У перекладі з якутського Мохсоголлох — місце проживання соколів.
Приблизна відстань до адміністративного центру (Покровську) : 15.
Також існує підприємство - ОАО «Якутцемент».

## Історія
Засноване в 1958 році. На місці тайги з'явилося наметове селище.
У 1959 році почалося будівництво цементного заводу.
Статус селища міського типу — з 1964 року.

## Населення
| Чисельність населення | Чисельність населення | Чисельність населення | Чисельність населення | Чисельність населення | Чисельність населення |
| 1970                  | 1979                  | 1989                  | 2002                  | 2010                  |                       |
| --------------------- | --------------------- | --------------------- | --------------------- | --------------------- | --------------------- |
| 2397                  | 4306                  | 6849                  | 7181                  | 6698                  |                       |